# Gouden Leeuw (vlaggenschip)
De Gouden Leeuw was het vlaggenschip van luitenant-admiraal Cornelis Tromp, de zoon van Maarten Tromp.
De Gouden Leeuw werd voor de Admiraliteit van Amsterdam gebouwd en het was een schip met twee dekken kanonnen, maar heeft drie doorlopende dekken, met in totaal 82 kanonnen (in marinetaal kanons), met de zwaarste kanonnen met het verste bereik op de onderste geschutsrij. 
Tijdens de Derde Engels-Nederlandse Oorlog vocht de Gouden Leeuw tijdens:
- De Eerste Slag bij het Schooneveld in 1673; tijdens deze zeeslag moest Tromp de Gouden Leeuw verlaten en zijn admiraalsvlag overbrengen op de Prins te Paard, daarna op de Amsterdam en tot slot op de Komeetstar
- De Tweede Slag bij het Schooneveld in 1673
- De Slag bij Kijkduin in 1673

Aeolus · Aemilia · Brederode · Prins Willem · Eendragt · Groot Hollandia · Hollandia · Zeven Provinciën · Gouden Leeuw · Beschermer